# Grbavac (otok)
Grbavac je otočić u Jadranskom moru, jugozapadno od Primoštena, oko 2 km ispred obale.
Površina otoka je 73.305 m2, duljina obalne crte 1095 m, a visina 32 metra.

## Vanjske poveznice
|  | Zajednički poslužitelj ima još gradiva o temi Grbavac (otok) |